# Chevrolet Tavera
Chevrolet Tavera – samochód osobowy typu crossover klasy kompaktowej produkowany pod amerykańską marką Chevrolet w latach 2004 – 2017.

## Historia i opis modelu

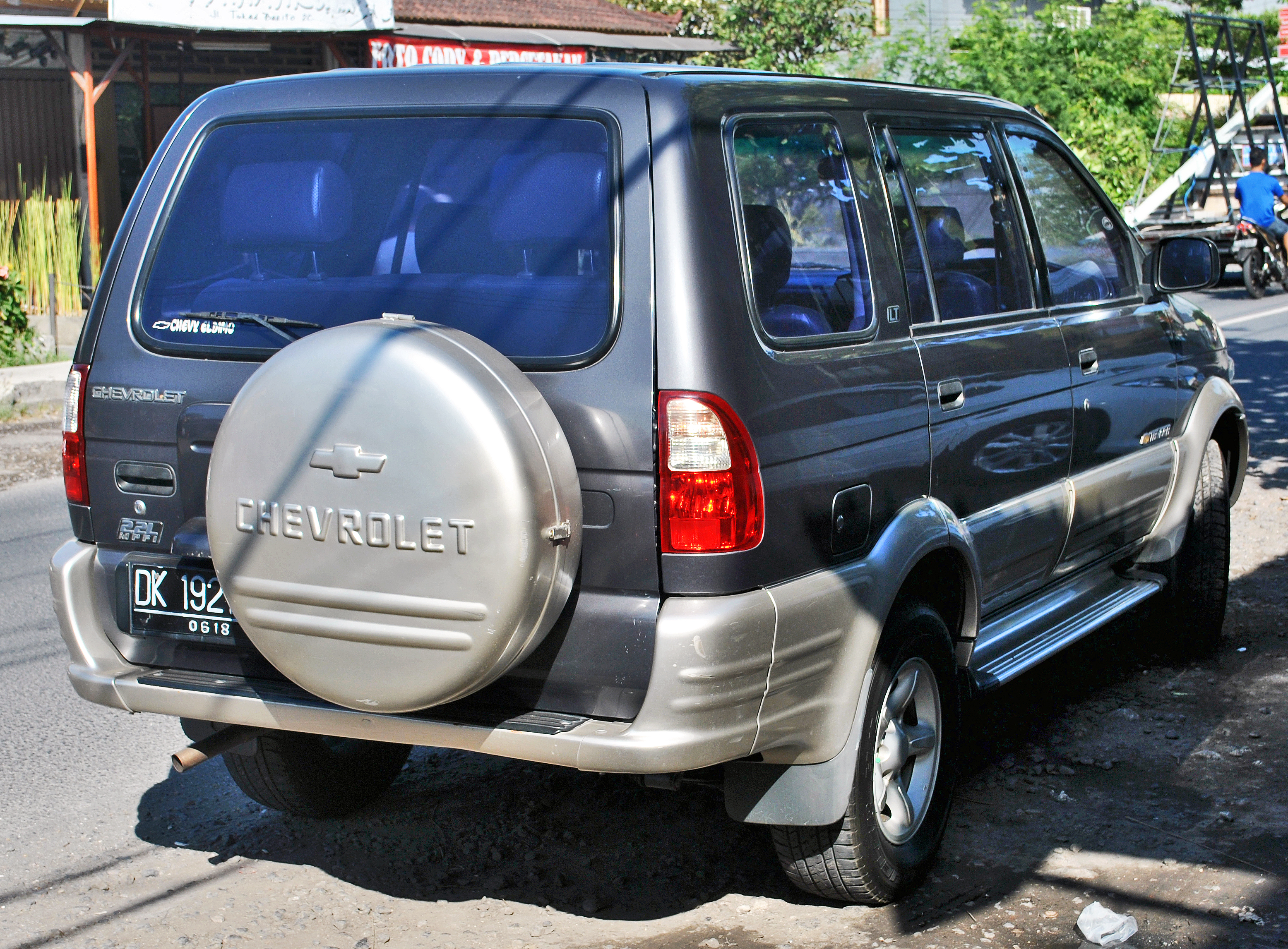
Chevrolet Tavera - tył

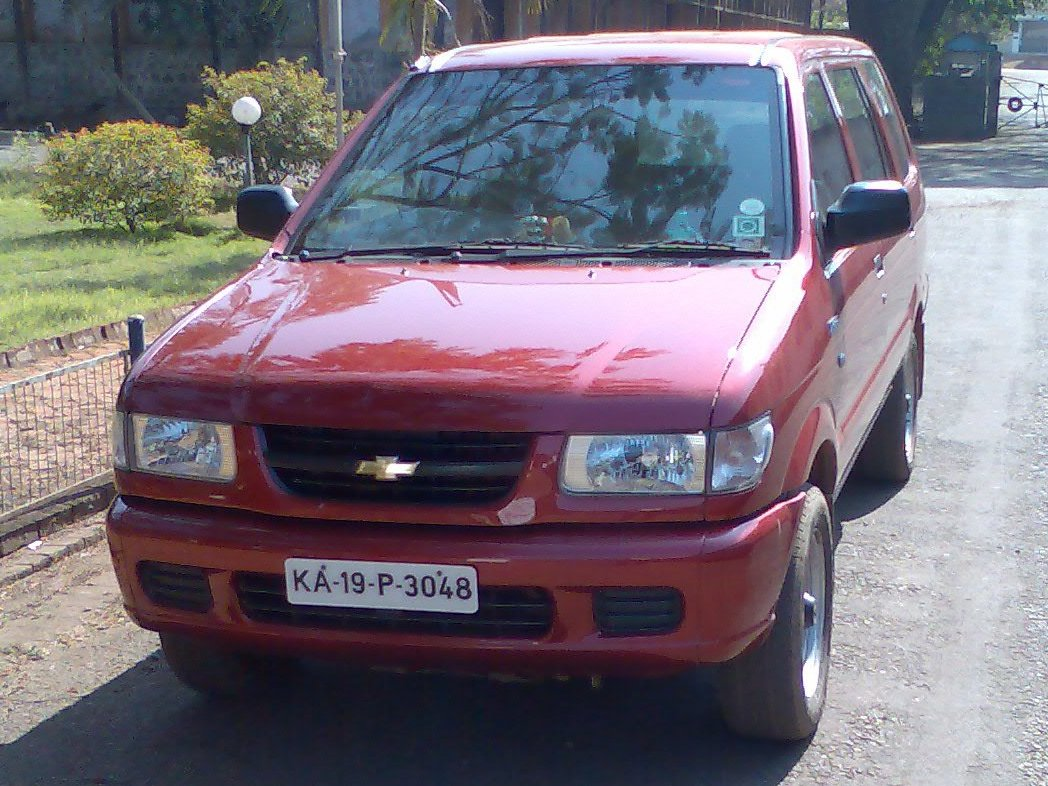
indyjski Chevrolet Tavera

W 2004 roku General Motors zdecydowało się przedstawić konkurenta dla Toyoty Innovy, prezentując bliźniaczy wobec Isuzu Panther model. 
Tavera reprezentuje popularny w regionie Indii i Azcji Wschodniej typ wysoko zawieszanego crossovera łączącego cechy minivana z SUV-em, wyróżniając się dużym, 7-osobowym nadwoziem i wąską sylwetką ułatwiającą manewrowanie po ciasnych, zatłoczonych ulicach. Rocznie takie samochody nazywane potocznie MUV znajdują w Indiach milion nabywców.

### Restylizacje
W 2012 roku Chevrolet zaprezentował Taverę po gruntownej modernizacji, która przyniosła zmiany w wyposażeniu, wykonaniu wnętrza oraz wyglądzie pasa przedniego. Pojawiły się przemodelowane reflektory i zderzak, a także nowa atrapa chłodnicy z dużą poprzeczką w kolorze nadwozia z logo producenta. Zmodernizowany model otrzymał nazwę Chevrolet Tavera Neo, pozostając w sprzedaży równolegle ze starszym modelem.

### Sprzedaż
Chevrolet Tavera oferowany był chwilowo na rynku indonezyjskim, a głównie przede wszystkim w Indiach, gdzie pozostał najdłużej w sprzedaży i lokalnej produkcji. Zakończyła się ona w 2017 roku w związku z wycofaniem marki Chevrolet z Indii.

### Silniki
- L4 2.0l Family II
- L4 2.0l Diesel
- L4 2.5l Diesel